# 남한강대교 (광주원주고속도로)
남한강대교(南漢江大橋)는 경기도 여주시에 있는 남한강의 다리이다. 광주원주고속도로를 구성하는 고속도로 교량으로, 흥천이포 나들목과 대신 나들목 사이에 위치하고 있다.

## 역사
- 2011년 11월 11일 : 광주원주고속도로가 착공하면서 동시에 착공하였다.
- 2016년 11월 11일 : 광주원주고속도로가 완공되면서 동시에 개통하였다.

## 정보
- 운송수단 : 광주원주고속도로
- 교차지점 : 남한강
- 장소 : 여주시
- 시공 :
- 준공 : 2016년
- 길이 : 2036m